# Patinação de velocidade nos Jogos Olímpicos de Inverno de 2022 - 5000 m masculino
A prova dos 5000 m masculino da patinação de velocidade nos Jogos Olímpicos de Inverno de 2022 ocorreu no Oval Nacional de Patinação de Velocidade de Pequim, em 6 de fevereiro.

## Medalhistas
| Ouro   | SWE Nils van der Poel   |
| Prata  | NED Patrick Roest       |
| Bronze | NOR Hallgeir Engebråten |

## Recordes
Antes desta competição, os recordes mundiais e olímpicos da prova eram os seguintes:
| Tipo | Atleta            | Tempo       | Local          | Data                    |
| ---- | ----------------- | ----------- | -------------- | ----------------------- |
|      | Nils van der Poel | 6:01.56 min | Salt Lake City | 3 de dezembro de 2021   |
|      | Sven Kramer       | 6:09.76 min | Gangneung      | 11 de fevereiro de 2018 |

Os seguintes recordes mundiais e/ou olímpicos foram estabelecidos durante esta competição:
| Data           | Evento | Atleta                | Marca       | Notas            |
| -------------- | ------ | --------------------- | ----------- | ---------------- |
| 6 de fevereiro | Final  | NED Nils van der Poel | 6:08.84 min | Recorde olímpico |

## Resultados
A competição iniciou às 16h30min no horário local (UTC+8).
| Pos.              | Par | Raia | Atleta               | País               | Tempo   | Diferença | Notas            |
| ----------------- | --- | ---- | -------------------- | ------------------ | ------- | --------- | ---------------- |
| Medalha de ouro   | 10  | I    | Nils van der Poel    | SWE Suécia         | 6:08.84 | —         | Recorde olímpico |
| Medalha de prata  | 5   | O    | Patrick Roest        | NED Países Baixos  | 6:09.31 | +0.47     |                  |
| Medalha de bronze | 3   | O    | Hallgeir Engebråten  | NOR Noruega        | 6:09.88 | +1.04     |                  |
| 4                 | 3   | I    | Sergey Trofimov      | ROC                | 6:10.27 | +1.43     |                  |
| 5                 | 6   | I    | Jorrit Bergsma       | NED Países Baixos  | 6:13.18 | +4.34     |                  |
| 6                 | 8   | I    | Aleksandr Rumyantsev | ROC                | 6.15.02 | +6.18     |                  |
| 7                 | 10  | O    | Bart Swings          | BEL Bélgica        | 6:16.90 | +8.06     |                  |
| 8                 | 8   | O    | Davide Ghiotto       | ITA Itália         | 6:16.92 | +8.08     |                  |
| 9                 | 1   | I    | Sven Kramer          | NED Países Baixos  | 6:17.04 | +8.20     |                  |
| 10                | 9   | O    | Ted-Jan Bloemen      | CAN Canadá         | 6:19.11 | +10.27    |                  |
| 11                | 7   | I    | Patrick Beckert      | GER Alemanha       | 6:19.58 | +10.74    |                  |
| 12                | 6   | O    | Seitaro Ichinohe     | JPN Japão          | 6:19.81 | +10.97    |                  |
| 13                | 2   | O    | Felix Rijhnen        | GER Alemanha       | 6:19.86 | +11.02    |                  |
| 14                | 9   | I    | Ruslan Zakharov      | ROC                | 6:21.00 | +12.16    |                  |
| 15                | 7   | O    | Michele Malfatti     | ITA Itália         | 6:21.47 | +12.63    |                  |
| 16                | 2   | I    | Emery Lehman         | USA Estados Unidos | 6:21.80 | +12.96    |                  |
| 17                | 4   | O    | Ethan Cepuran        | USA Estados Unidos | 6:25.97 | +17.13    |                  |
| 18                | 4   | I    | Livio Wenger         | SUI Suíça          | 6:27.01 | +18.17    |                  |
| 19                | 1   | O    | Viktor Hald Thorup   | DEN Dinamarca      | 6:28.87 | +20.03    |                  |
| 20                | 5   | I    | Andrea Giovannini    | ITA Itália         | 6:30.11 | +21.27    |                  |

Legenda
| Recorde mundial      | Recorde mundial (World record)               |                       | Recorde africano                      | Recorde africano (African) |                                           | Q | Classificado por posição (Qualified) |
| Recorde olímpico     | Recorde olímpico (Olympic record)            | Recorde da América    | Recorde da América (Americas)         | q                          | Classificado por melhor tempo (Qualified) |   |                                      |
| Melhor marca do ano  | Melhor marca do ano (World leading)          | Recorde asiático      | Recorde asiático (Asian)              | DNS                        | Não largou (Did not start)                |   |                                      |
| Recorde nacional     | Recorde nacional (National record)           | Recorde europeu       | Recorde europeu (European)            | DNF                        | Não terminou (Did not finish)             |   |                                      |
| Recorde pessoal      | Recorde pessoal do atleta (Personal best)    | Recorde da Oceania    | Recorde da Oceania (Oceania)          | DSQ / DQ                   | Desclassificado (Disqualified)            |   |                                      |
| Recorde da temporada | Recorde da temporada do atleta (Season best) | Recorde sul-americano | Recorde sul-americano (South America) | NM                         | Sem marca (No mark)                       |   |                                      |